# NGC 233
NGC 233 (други обозначения – UGC 464, MCG 5-2-41, ZWG 500.78, PGC 2604) е елиптична галактика (E) в съзвездието Андромеда.
Обектът присъства в оригиналната редакция на „Нов общ каталог“.